# Bolothrips dentipes
Bolothrips dentipes är en insektsart som först beskrevs av Reuter 1880.  Bolothrips dentipes ingår i släktet Bolothrips och familjen rörtripsar. Arten är reproducerande i Sverige. Inga underarter finns listade i Catalogue of Life.